# 张平 (作家)
张平（1953年11月—），男，汉族，山西新绛人，中华人民共和国作家、政治人物。1971年10月参加工作，中国民主同盟盟员。山西师范大学毕业。
原山西省人民政府副省长、中华人民共和国第九届、第十届、第十一届全国政协委员、山西省人大代表、民盟中央副主席、山西省委常委。组织职务是中国作家协会副主席、中国电影家协会理事。

## 生平
1971年10月，任新绛县西关学校代理教师。1974年，入运城地区教育干部学校师范班学习；毕业后任新绛县东街学校教师。1978年，入山西师范学院中文系汉语言文学专业学习。1982年，毕业后历任临汾地区文联《平阳文艺》编辑部编辑、文艺科科长，省文联《火花》编辑部副主编、创作委员会副主任、文研室副主任。1996年，任山西省青联副主席。1998年，任山西省文联副主席。2001年，任民盟山西省委副主委。2001年12月，兼任中国作家协会副主席。。2002年12月19日，民主同盟举行九届一中全会，他当选为民盟中央主席。2003年，任第十届全国政协常委、山西省作家协会主席。2007年，任民盟山西省委主委。2007年12月，在民盟十届一中全会上，他出任民盟中央副主席的职务。2008年1月，任山西省人民政府副省长。2012年，任民盟中央专职副主席。2013年1月，不再担任山西省副省长。2016年5月，辞去民盟山西省委员会主任委员职务。2018年2月24日，当选为第十三届全国人大代表。

## 作品

### 长篇小说
- 《天网》1993群众出版社[2]
- 《凶犯》1994北岳文艺出版社
- 《抉择》1997群众出版社[1]
- 《十面埋伏》1999作家出版社[3]
- 《红雪》2001群众出版社（别名《少男少女》）
- 《市长》2001贵阳文艺出版社
- 《国家干部》2004作家出版社
- 《基层干部》2004作家出版社
- 《重新生活》2018作家出版社
- 《生死守护》2020作家出版社[12]

### 报告文学
- 《法撼汾西》1991群众出版社
- 《孤儿泪》1995山西人民出版社

### 文集
《张平作品系列》共六册，2019人民文学出版社

## 奖项
- 2000年，《抉择》获第五届茅盾文学奖。[1][2][3]
- 第六届庄重文文学奖。
- 2022年，《生死守护》获第三届吴承恩长篇小说奖。[13]